# Shomulzay
Shomulzay är ett distrikt i Afghanistan. Det ligger i provinsen Zabol, i den centrala delen av landet, 300 kilometer söder om huvudstaden Kabul.
Distriktet beräknades år 2022 ha cirka 38 000 invånare.